# Sur

Rosa de los vientos mostrando el sur.

El sur, meridión, mediodía o austro en el hemisferio norte supertropical —también llamado sud en algunos países de América— es el punto cardinal que indica, sobre un meridiano, la dirección al polo sur geográfico. Es uno de los cuatro puntos cardinales, situado diametralmente opuesto al norte. Es la dirección a lo largo de un meridiano a 90° en sentido horario del este. En el hemisferio norte, en latitudes superiores al trópico de Cáncer, coincide con la posición del Sol al mediodía; en el hemisferio austral es, al contrario, el punto cardinal opuesto a la posición del Sol al mediodía.
Se suele denominar así tanto al punto cardinal como a la dirección y a la comarca o parte inferior de un país o zona geográfica, que por convención se representa en la zona inferior de mapas, cartas y planos. La recta meridiana sobre el horizonte pasa por dos puntos: el norte y el sur. Lo que es del sur, está en el sur o pertenece al sur, se denomina sureño, austral o meridional.
El Sur, en las mitologías, historias y culturas del Antiguo Egipto, Grecia y Roma, era mucho más que una dirección; era un símbolo de poder espiritual, transformación, fertilidad y misterio. Desde el viaje del sol a través del cielo en la creencia egipcia hasta los oráculos y vientos de Grecia y Roma, el Sur ocupaba un estatus único y casi sagrado que trascendía su ubicación geográfica. Este simbolismo se reflejaba en las prácticas religiosas, los títulos reales e incluso las estrategias militares y económicas de estas civilizaciones antiguas, todas las cuales reconocían al Sur como un lugar de conexión divina y una región de gran importancia terrenal.

## Etimologías

### Etimología de sur
La etimología de la palabra «sur» es un préstamo léxico del germánico *sūð (posiblemente del antiguo fráncico o tal vez del gótico), cuyo significado es 'sur'. El término podría derivar del protogermánico *sun-thaz 'al lado del sol', se desconoce concretamente la certeza de esta derivación del protogermánico (ya que no parece remontarse a una raíz indoeuropea). Algunos autores han sugerido su relación con la palabra Sol debido a que este astro es el que domina este punto cardinal cuando se le observa al norte del trópico de Cáncer.

### Etimología de austral
La palabra «austral» deriva del término «austro» (en latín austrum o auster), del que deriva el término Australis que es relativo al sur o viento del sur, como en la locución Auster Humidus que quiere decir «viento del sur que nos trae la lluvia», además se le agrega el sufijo -al o -alis que es el sufijo que indica relación de pertenencia a como por ejemplo en los vocablos: emocional, mental, estival. Se relaciona el término "aus" con el brillo o resplandor del sol, como se puede ver en palabras como "Aurus" o "Aurora"; esto está directamente relacionado con la posición de este respecto al sur.

### Etimología de meridional
El vocablo «meridional», que proviene del latín meridies, viene a indicar el origen astronómico y punto de referencia utilizado durante el día para localizar el sur, ya que coincide con el mediodía (en el hemisferio norte), instante en el que el Sol se encuentra en su punto más alto sobre el horizonte y las sombras de los objetos perpendiculares apuntan al eje norte-sur.

## Orientación
La localización del meridión ha sido importante en la orientación y en la navegación, ya que ha servido históricamente como origen para determinar el instante del mediodía. Algunos de los métodos investigados en la antigüedad pueden encontrarse recopilados en diferentes autores clásicos de lengua castellana. Los sistemas de orientación y localización mediante GPS han dejado obsoletos los métodos anteriores.

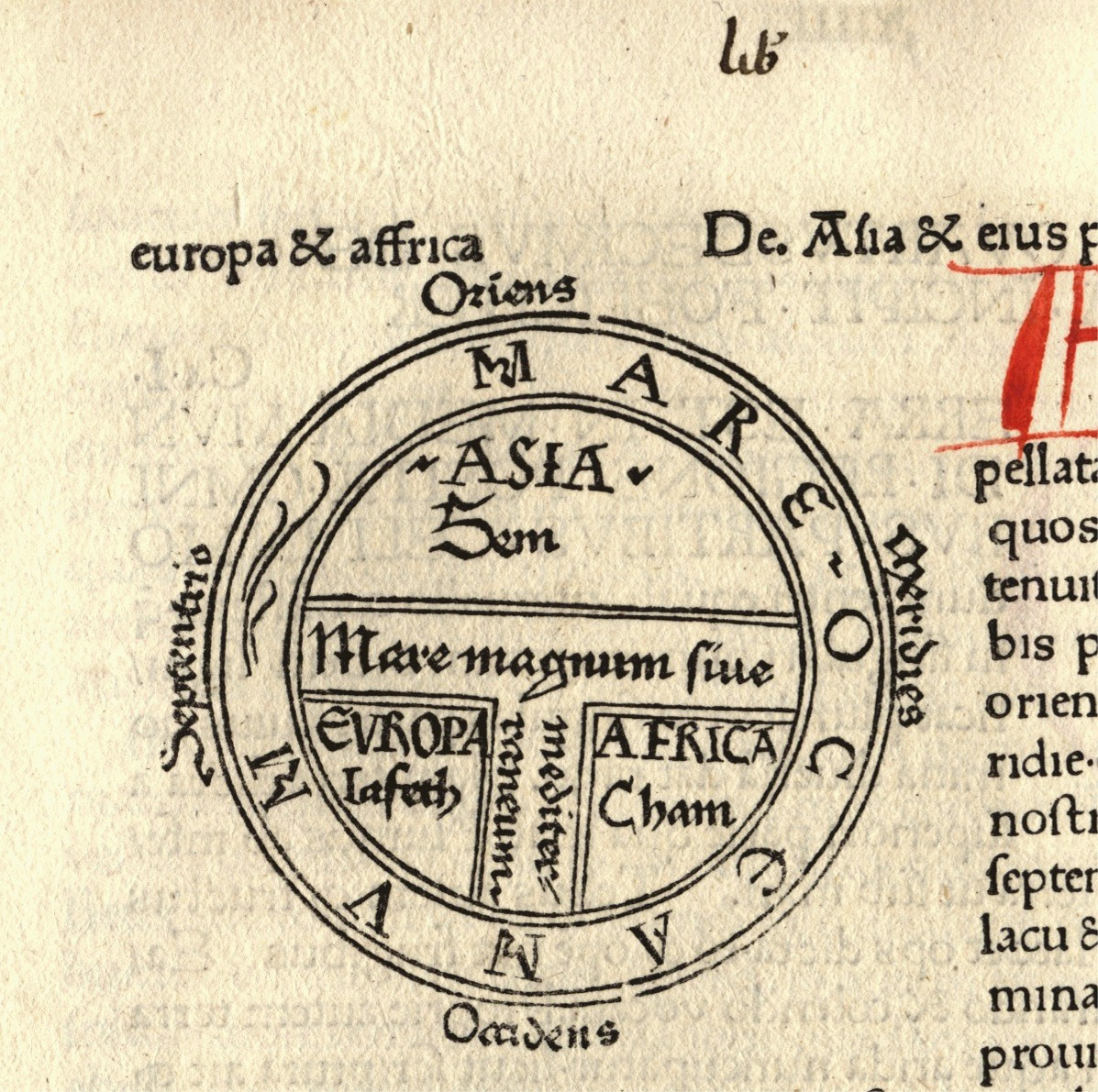
Mapa del Mundo Conocido en las Etimologías de Isidoro de Sevilla, con el sur orientado hacia la derecha.

### Cartografía
En los mapas el sur suele aparecer en la parte inferior, en oposición con el norte en la parte superior. Esto responde a una larga tradición que se remonta al Antiguo Egipto, y es transmitida desde Alejandría al «mundo occidental». Igual ocurre, por tradición, con la localización mediante brújula: se dice que la aguja apunta hacia el norte magnético (que difiere del norte geográfico unos grados), remarcando dicha parte de la aguja. En realidad, la aguja imantada se alinea con ambos polos magnéticos, por lo cual señala a la vez al norte y al sur.

### Navegación
En navegación el azimut del sur corresponde a 180° debido a que se estableció convencionalmente la división en 360 grados (sexagesimal) del plano horizontal.

### Mediodía
Es sabido de la gnomónica (arte que trata sobre el diseño de relojes de sol) que cuando los relojes de sol que poseen una escala de hora solar, tienen la sombra del gnomon indicando las XII horas solares, en este instante el sol se puede decir que simultáneamente está:
- en el punto más alto del movimiento diurno sobre el horizonte del lugar, es decir, la sombra de cualquier objeto tiene en este instante su menor longitud.
- se produce el mediodía o, lo que es lo mismo, la mitad del día; a partir de este instante el día se sumerge en el vesper, empieza la tarde.
- la sombra horizontal de cualquier objeto sigue una línea norte-sur, efecto que es muy importante para la orientación.

Existen numerosos e ingeniosos métodos en gnomónica para averiguar la dirección exacta de la recta norte-sur sobre el horizonte. Todos ellos están relacionados con la construcción de relojes de sol y de meridianas.

## Polo sur
El sur verdadero es uno de los dos extremos del eje sobre el que gira la Tierra, llamado «polo sur». El polo austral se encuentra en la Antártida. El sur magnético es la dirección hacia el polo magnético sur, a cierta distancia del polo geográfico sur.
Roald Amundsen, de Noruega, fue la primera persona en llegar al polo sur, el 14 de diciembre de 1911, y Robert Scott, del Reino Unido, fue la segunda.

## Usos geopolíticos
En el entorno de la Cooperación al Desarrollo, se denomina Sur o Sur global, al conjunto de los países de renta per cápita mediana y pequeña, o cuyo Índice de Desarrollo Humano es mediano o pequeño, como consecuencia de la diferencia de riqueza con los países industrializados, en su mayoría situados en el norte. En este sentido, es un sinónimo aproximado de "países pobres" o "países empobrecidos".

### Usos en Sudamérica
Se suele denominar Cono Sur al área de Sudamérica más austral del continente que, en forma de «cono» invertido, casi como una gran península, abarca Argentina, Chile, Paraguay, Uruguay y el sur de Brasil. Rara vez la acepción se amplía a Bolivia, y en el sentido más restringido solo suele abarcar Chile, Argentina y Uruguay.
En 1991 los gobiernos de Argentina, Brasil, Paraguay y Uruguay inician un proceso de integración regional llamado Mercado Común del sur (Mercosur) y su lema es: Nuestro norte es el Sur. 
En 2008 se firmó en Brasilia el tratado constitutivo de la Unión de Naciones Suramericanas (UNASUR) formada por
Argentina, Bolivia, Brasil, Chile, Colombia, Ecuador, Guyana, Paraguay, Perú, Surinam, Uruguay y Venezuela.

## Consideraciones culturales e históricas

### Antiguo Egipto y el Sur
En el Antiguo Egipto, el término "Sur" tenía una importancia particular tanto en un contexto geográfico como simbólico. Egipto se dividía en dos regiones principales: el Alto Egipto y el Bajo Egipto. El término "Alto Egipto" se refería a la parte sur del país, que se encontraba aguas arriba (río arriba) en relación con el flujo del Nilo. Las regiones del sur, con ciudades como Tebas (actual Luxor), eran vistas como la cuna de la civilización egipcia.
Los faraones del Antiguo Egipto a menudo se consideraban "Reyes del Alto y Bajo Egipto", simbolizando la unidad de las dos regiones. La región sur se asociaba con lo divino y el fundamento de la nación. Por ejemplo, el garrote y el azote, símbolos de la realeza, a menudo se representaban con los colores y motivos que representaban el Alto Egipto (el Sur).
En la mitología egipcia, el Sur se asociaba con el sol y el dios Ra. Se creía que Ra viajaba de este a oeste, con su trayecto a través del cielo también simbolizando un paso de la vida a la muerte. En este sentido, el Sur tenía una conexión con el inframundo, siendo el dios Osiris el señor del más allá. Se pensaba que Osiris residía en el Sur, y era en el Sur donde las almas viajaban para entrar en el más allá, particularmente al duat (el inframundo egipcio).
La parte sur del Nilo, en el Alto Egipto, también era considerada como la fuente de la vida y la fertilidad, ya que las aguas del río provenían de las tierras altas de Etiopía al sur, trayendo inundaciones anuales que enriquecían la tierra. Así, el Sur también se veía como un lugar de regeneración y renovación.

### Antigua Grecia y el Sur
Los antiguos griegos usaban "Sur" no solo para referirse a direcciones geográficas, sino también para identificar diferentes regiones en el contexto de su clima y cultura. El mundo mediterráneo, del cual Grecia formaba parte, se extendía desde los climas templados del norte hasta las regiones más cálidas y soleadas del Sur. Al sur, los griegos encontraban Egipto, Libia e incluso partes de Oriente Medio, que eran considerados exóticos y misteriosos.
En la mitología griega, el Sur a menudo estaba vinculado con climas extremos, poderes divinos y reinos distantes. Por ejemplo, Zeus, el rey de los dioses, a menudo se asociaba con el cielo, el trueno y los rayos, y su palacio se imaginaba en los cielos, un reino por encima de la Tierra, que era simbólicamente "más allá del Sur".
Los griegos tenían una profunda reverencia por los oráculos, y uno de los más famosos era el Oráculo de Amón (a veces conocido como el Oráculo de Zeus Amón) ubicado en el Oasis de Siwa en el desierto egipcio, hacia el Sur. Este oráculo, situado en el desierto libio, era venerado como uno de los más poderosos, y líderes griegos, como Alejandro Magno, buscaban su consejo. La visita de Alejandro a este oráculo simbolizaba su conquista del Sur y su ambición de integrar el conocimiento y las tradiciones espirituales de Egipto en su imperio.
En la mitología griega, Noto era el dios del Viento del Sur. Noto era conocido por su poder para traer tormentas y calor, y desempeñaba un papel en el cambio de las estaciones, particularmente en el calor del verano en el mundo griego. La asociación del Viento del Sur con la humedad y las tormentas a menudo se veía como una bendición y una maldición, influyendo en la prosperidad agrícola en la cultura griega.

### Antigua Roma y el Sur
En la Antigua Roma, el Sur se veía tanto como un lugar de opulencia como de peligro. El sur del Mediterráneo, incluida el norte de África, era una región de gran interés para los romanos debido a su riqueza agrícola, particularmente el grano, y sus rutas comerciales. Roma misma estaba ubicada cerca del extremo sur de la península italiana, lo que hacía del Sur un concepto familiar en términos de cultura, geografía y conquista.
Los romanos, conocidos por sus conquistas militares, dirigieron su mirada hacia el sur, especialmente hacia las regiones de África del Norte y Egipto. El Reino Ptolemaico de Egipto se convirtió en una provincia romana en el 30 a. C. después de la derrota de la reina Cleopatra y Marco Antonio por el emperador Augusto. Egipto, con su inmensa riqueza, misterio y prácticas religiosas, se convirtió en una parte significativa de la vida romana. Los romanos adoptaron muchas de las deidades egipcias, como Isis, e incluso las incluyeron en su panteón, lo que consolidaba aún más la importancia del Sur.
La mitología romana, al igual que la griega, reconocía el Sur a través del poder de los vientos y los dioses asociados con ellos. El Viento del Sur, Auster, también era venerado en la creencia romana y se asociaba con la capacidad de traer calor, el calor del verano y el cambio de las estaciones. La influencia de Auster se sentía especialmente durante los periodos de cosecha, los cuales eran fundamentales para la vida romana.
Egipto y sus tierras del sur tenían un estatus casi mítico para los romanos. La grandeza de Egipto, especialmente la imagen del Nilo, las pirámides y el culto a los dioses, encontró su camino en la literatura y el arte romanos. Escritores como Virgilio en La Eneida y Ovidio en Las Metamorfosis aludieron a las tierras del sur, especialmente Egipto, como lugares donde se concentraban los misterios divinos y la sabiduría ancestral. Estas tierras del sur eran retratadas como exóticas, místicas y, a veces, una fuente de intervención divina, especialmente en el caso de Isis, quien fue ampliamente venerada en todo el Imperio Romano.
El Imperio Romano también se expandió hacia el sur, a zonas como África y las regiones meridionales de Hispania (actual España), donde el calor y los paisajes áridos eran marcadamente diferentes de los climas más fríos de Roma. El empuje romano hacia el sur reflejaba tanto una conquista práctica como simbólica, conquistando tanto tierras físicas como encarnando el poder mitológico y espiritual que venía del Sur.

### El Sur como un Símbolo de Transformación y Poder
En las tres culturas antiguas—egipcia, griega y romana—el Sur era a menudo retratado como una región de misterio, poder y transformación. Ya fuera por las tierras fértiles de Egipto, el reino divino de los dioses egipcios, el oráculo de Amón, o los vientos del sur, el Sur siempre se representaba como tanto una fuente de prosperidad como un lugar de peligro y fuerzas desconocidas.
En muchas historias, los dioses asociados con el Sur tenían roles en la transformación, la fertilidad y la creación. Por ejemplo, en Egipto, el viaje de Ra hacia el Sur simbolizaba el sol poniente, y esto representaba la naturaleza cíclica de la vida y la muerte. En los mundos griego y romano, las deidades vinculadas a los vientos o las estaciones, como Noto y Auster, influían sobre la vida en el Sur, marcando la importancia de estos vientos para dar forma a las fortunas de la tierra y la gente.

### "Sur" en Contextos Espirituales y Simbólicos
En muchas culturas y sistemas espirituales, el "Sur" tiene un significado simbólico especial. En las tradiciones nativas americanas, el sur suele asociarse con el calor, el crecimiento y el elemento fuego. En el sistema chino de "Feng Shui", el sur está vinculado a la fama y el reconocimiento.
En astrología, el "Sur" también puede referirse al "Nodo Sur", un punto en la carta astrológica que representa influencias de vidas pasadas o lecciones kármicas.